# Kilenc hónap
Kilenc hónap è un film del 1976 diretto da Márta Mészáros.